# Astragalus mayeri
Astragalus mayeri är en ärtväxtart som beskrevs av Kiril Micevski. Astragalus mayeri ingår i släktet vedlar, och familjen ärtväxter. Inga underarter finns listade i Catalogue of Life.